# 私的啓示
私的啓示（してきけいじ 英語：Personal Revelation Private rveration）とは、カトリック教会で使われる用語でイスラエル人や使徒に示された人類への普遍的啓示に対し、特定個人や少数の人々に神が示されたとされる啓示を言う。
ジャンヌ・ダルクのような聖人に対し示された啓示などはカトリック教会からも認められている。私的啓示が真の啓示かどうか、その判定は至難である。
これについては、教会当局の意見に従うべきものとされている。
カトリック教会でいう啓示とは2つの種類に分けられ、（1）世界的啓示：これは聖書の中に含まれているものや、使徒の伝統がカトリック教会によって伝えられてきたものの堆積をいう。
（2）特定個人又は私的な啓示：常にキリスト者の間に起こっているもの。
カトリック教会が私的啓示を公認する時には、教会の信仰に反するものがないか、良い行いであること、そして、これらは危険なく読むことができ、利益さえ伴うものであることを宣言するのみである。それらを信じているからと言って、何の義務も生じない。